# Piazza (araldica)
Piazza è un termine utilizzato in araldica per indicare lo spazio vuoto nel graticolato ed in altre figure incrociate.

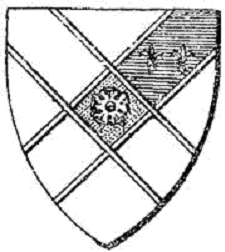
Rosa in piazza
Di rosso, cancellato d'oro, ai gigli dello stesso in piazza (stemma di Auzon, Francia)

## Traduzioni
- Francese: clairevoie